# Wilfried Bony
Wilfried Guemiand Bony (sinh ngày 10 tháng 12 năm 1988) là cầu thủ bóng đá người Bờ Biển Ngà chơi ở vị trí tiền đạo, hiện đang chơi cho câu lạc bộ Swansea City trong giải Premier League.

## Thống kê sự nghiệp

### Câu lạc bộ
Tính đến ngày 31 tháng 5 năm 2018
| Câu lạc bộ          | Mùa giải            | Giải đấu            | Giải đấu | Giải đấu | Cúp quốc gia | Cúp quốc gia | Cúp liên đoàn | Cúp liên đoàn | Châu lục | Châu lục | Tổng cộng | Tổng cộng |
| Câu lạc bộ          | Mùa giải            | Hạng                | Trận     | Bàn      | Trận         | Bàn          | Trận          | Bàn           | Trận     | Bàn      | Trận      | Bàn       |
| ------------------- | ------------------- | ------------------- | -------- | -------- | ------------ | ------------ | ------------- | ------------- | -------- | -------- | --------- | --------- |
| Sparta Prague B     | 2007–08             | Ceska Liga          | 14       | 2        | 0            | 0            | –             | –             | 0        | 0        | 14        | 2         |
| Sparta Prague B     | Tổng cộng           | Tổng cộng           | 14       | 2        | 0            | 0            | –             | –             | 0        | 0        | 14        | 2         |
| Sparta Prague       | 2008–09             | Czech First League  | 16       | 3        | 0            | 0            | –             | –             | 0        | 0        | 16        | 3         |
| Sparta Prague       | 2009–10             | Czech First League  | 29       | 9        | 0            | 0            | –             | –             | 6        | 1        | 35        | 10        |
| Sparta Prague       | 2010–11             | Czech First League  | 14       | 10       | 0            | 0            | –             | –             | 10       | 7        | 24        | 17        |
| Sparta Prague       | Tổng cộng           | Tổng cộng           | 59       | 22       | 0            | 0            | –             | –             | 16       | 8        | 75        | 30        |
| Vitesse             | 2010–11             | Eredivisie          | 7        | 3        | 0            | 0            | –             | –             | 0        | 0        | 7         | 3         |
| Vitesse             | 2011–12             | Eredivisie          | 28       | 12       | 2            | 1            | –             | –             | 0        | 0        | 30        | 13        |
| Vitesse             | 2012–13             | Eredivisie          | 30       | 31       | 2            | 4            | –             | –             | 4        | 2        | 36        | 37        |
| Vitesse             | Tổng cộng           | Tổng cộng           | 65       | 46       | 4            | 5            | –             | –             | 4        | 2        | 73        | 53        |
| Swansea City        | 2013–14             | Premier League      | 34       | 16       | 2            | 3            | 1             | 1             | 11       | 5        | 48        | 25        |
| Swansea City        | 2014–15             | Premier League      | 20       | 9        | 0            | 0            | 2             | 0             | 0        | 0        | 22        | 9         |
| Swansea City        | Tổng cộng           | Tổng cộng           | 54       | 25       | 2            | 3            | 3             | 1             | 11       | 5        | 70        | 34        |
| Manchester City     | 2014–15             | Premier League      | 10       | 2        | 0            | 0            | 0             | 0             | 2        | 0        | 12        | 2         |
| Manchester City     | 2015–16             | Premier League      | 26       | 4        | 0            | 0            | 3             | 2             | 5        | 2        | 34        | 8         |
| Manchester City     | Tổng cộng           | Tổng cộng           | 36       | 6        | 0            | 0            | 3             | 2             | 7        | 2        | 46        | 10        |
| Stoke City (mượn)   | 2016–17             | Premier League      | 10       | 2        | 0            | 0            | 1             | 0             | —        | —        | 11        | 2         |
| Swansea City        | 2017–18             | Premier League      | 15       | 2        | 2            | 1            | 1             | 0             | —        | —        | 18        | 3         |
| Swansea City        | Tổng cộng           | Tổng cộng           | 15       | 2        | 2            | 1            | 1             | 0             | 0        | 0        | 18        | 3         |
| Tổng cộng sự nghiệp | Tổng cộng sự nghiệp | Tổng cộng sự nghiệp | 253      | 105      | 10           | 9            | 8             | 3             | 38       | 17       | 309       | 134       |

### Bàn thắng quốc tế
| #   | Ngày                 | Địa điểm                                                            | Đối thủ    | Bàn thắng | Kết quả | Giải đấu                 |
| --- | -------------------- | ------------------------------------------------------------------- | ---------- | --------- | ------- | ------------------------ |
| 1.  | 5 tháng 6 năm 2011   | Sân vận động Hữu nghị, Cotonou, Bénin                               | Bénin      | 6–2       | 6–2     | Vòng loại CAN 2012       |
| 2.  | 3 tháng 9 năm 2011   | Sân vận động Amahoro, Kigali, Rwanda                                | Rwanda     | 2–0       | 5–0     | Vòng loại CAN 2012       |
| 3.  | 3 tháng 9 năm 2011   | Sân vận động Amahoro, Kigali, Rwanda                                | Rwanda     | 3–0       | 5–0     | Vòng loại CAN 2012       |
| 4.  | 30 tháng 1 năm 2012  | Sân vận động Malabo, Malabo, Guinea Xích Đạo                        | Angola     | 2–0       | 2–0     | CAN 2012                 |
| 5.  | 27 tháng 5 năm 2012  | Sân vận động Municipal Saint-Leu-la-Forêt, Saint-Leu-la-Forêt, Pháp | Mali       | 2–0       | 2–1     | Giao hữu                 |
| 6.  | 30 tháng 1 năm 2013  | Sân vận động Royal Bafokeng, Rustenburg, Nam Phi                    | Algérie    | 2–2       | 2–2     | CAN 2013                 |
| 7.  | 23 tháng 3 năm 2013  | Sân vận động Félix Houphouët-Boigny, Abidjan, Bờ Biển Ngà           | Gambia     | 1–0       | 3–0     | Vòng loại World Cup 2014 |
| 8.  | 8 tháng 6 năm 2013   | Sân vận động Độc lập, Bakau, Gambia                                 | Gambia     | 2–0       | 3–0     | Vòng loại World Cup 2014 |
| 9.  | 16 tháng 6 năm 2013  | Sân vận động Quốc gia Benjamin Mkapa, Dar es Salaam, Tanzania       | Tanzania   | 4–2       | 4–2     | Vòng loại World Cup 2014 |
| 10. | 14 tháng 6 năm 2014  | Arena Pernambuco, Recife, Brasil                                    | Nhật Bản   | 1–1       | 2–1     | World Cup 2014           |
| 11. | 24 tháng 6 năm 2014  | Sân vận động Castelão, Fortaleza, Brasil                            | Hy Lạp     | 1–1       | 1–2     | World Cup 2014           |
| 12. | 11 tháng 11 năm 2014 | Sân vận động Martyrs, Kinshasa, CHDC Congo                          | CHDC Congo | 1–0       | 2–1     | Vòng loại CAN 2015       |
| 13. | 1 tháng 2 năm 2015   | Sân vận động Malabo, Malabo, Guinea Xích Đạo                        | Algérie    | 1–0       | 3–1     | CAN 2015                 |
| 14. | 1 tháng 2 năm 2015   | Sân vận động Malabo, Malabo, Guinea Xích Đạo                        | Algérie    | 2–1       | 3–1     | CAN 2015                 |
| 15. | 20 tháng 1 năm 2017  | Sân vận động d'Oyem, Oyem, Gabon                                    | CHDC Congo | 1–1       | 2–2     | CAN 2017                 |
| 16. | 7 tháng 6 năm 2019   | Sân vận động Tự do, Boulogne-sur-Mer, Pháp                          | Comoros    | 1–0       | 3–1     | Giao hữu                 |
| 17. | 7 tháng 6 năm 2019   | Sân vận động Tự do, Boulogne-sur-Mer, Pháp                          | Comoros    | 2–0       | 3–1     | Giao hữu                 |
| 18. | 19 tháng 6 năm 2019  | Sân vận động Thành phố Thể thao Zayed, Abu Dhabi, UAE               | Zambia     | 4–1       | 4–1     | Giao hữu                 |